# Sonny Liston
Charles L. Liston, meglio noto come Sonny Liston (Sand Slough, 8 maggio 1932 – Las Vegas, 30 dicembre 1970), è stato un pugile statunitense, campione mondiale dei pesi massimi dal 1962 al 1964. Fu spodestato da Muhammad Ali, quando questi conquistò per la prima volta la cintura mondiale. Protagonista dell'età d'oro della boxe, Muhammad Ali lo soprannominò "The big ugly bear" (l'orrendo grosso orso).
Sonny Liston era dotato di una potenza di pugno micidiale, oltre che di un allungo di ben 213 cm. L'unico round del primo match per il titolo mondiale da lui sostenuto con Floyd Patterson e quello della rivincita, entrambi vinti per KO, furono dichiarati "Round dell'anno", rispettivamente nel 1962 e nel 1963 dalla rivista specializzata Ring Magazine. Parimenti, il primo match da lui combattuto con Clay fu nominato "Combattimento dell'anno" 1964. Ring Magazine nominò inoltre "Sorpresa dell'anno" la sconfitta subita da Liston nel 1969 contro Leotis Martin. La medesima rivista lo ha poi classificato al 15º posto in un elenco dei primi 100 picchiatori di ogni epoca e, nel 2002, al 71º posto in una propria classifica degli 80 migliori pugili degli ultimi 80 anni; decimo per quanto riguarda la sola categoria dei pesi massimi.
Nel 1991 la International Boxing Hall of Fame lo ha ammesso fra i più grandi pugili di ogni tempo.

## Biografia

### L'incerta data di nascita e l'infanzia disagiata
Charles L. Liston, detto Sonny, nacque nella Morledge plantation, una piantagione di cotone in una sperduta zona paludosa dell'Arkansas tra i 25 figli di un mezzadro abusivo, Tobe Liston, tredicesimo figlio della sua seconda moglie Helen Baskin. Non risulta sia mai andato a scuola e cominciò ben presto a raccogliere il cotone, poiché la filosofia del padre al riguardo era: «Se può sedere a tavola, può anche lavorare».
Liston da adulto portava ancora sulla schiena i segni delle frustate che aveva subito da bambino. Tale circostanza fu confermata dall'autopsia eseguita dopo la sua morte. Anni dopo, Liston riassunse in un'intervista a un quotidiano statunitense la sua infanzia nella piantagione con queste parole: «Da piccolo non ho avuto niente se non un mucchio di fratelli e sorelle, una madre inutile e un padre che se ne fregava di noi. Siamo venuti su con pochi vestiti, niente scarpe, poco da mangiare. Mio padre mi faceva lavorare duramente e duramente mi frustava».
Discussa la sua ufficiale data di nascita (8 maggio 1932). Singolare che neppure la madre (detta "Big Hela") ricordasse l'anno in cui lo aveva messo al mondo, anche se le sembrava che il parto fosse avvenuto in gennaio; la vaghezza circa la nascita del bambino ha fatto ipotizzare che potesse essere frutto di una relazione extraconiugale da nascondere. Sulla base delle verifiche effettuate, il nome di Charles Liston non risulta dai dati censuari del 1º aprile 1930, mentre nel censimento del 1940 risulta avere 10 anni. Si è ipotizzato da parte degli esperti che il pugile potrebbe essere nato subito dopo il censimento del 1930, non essendovi registrato. All'epoca dei due match con Cassius Clay, quindi, avrebbe avuto almeno 33 anni.
Dopo il suo primo arresto, nel 1949, Liston dichiarò alla polizia di avere 21 anni, probabilmente per essere considerato maggiorenne; diversamente sarebbe nato nel 1928.
Un curioso episodio risalente al 1961 è stato riferito dal giornalista sportivo del Philadelphia Daily News, Jack McKinney: mentre svolgeva un allenamento in una palestra di Philadelphia, Sonny si accorse che uno dei suoi fratelli era tra gli spettatori, e lo mandò via. Mentre lo allontanava, lo chiamò "Charles". Secondo McKinney era possibile che Liston usasse l'identità o la data di nascita del fratello.
Secondo l'FBI, nei cui archivi esiste ampia documentazione sul boxeur, Liston avrebbe avuto due figlie naturali nate rispettivamente nel 1946 e nel 1950. Effettivamente, la più giovane delle due (Eleanor) fu "riadottata" dal padre nel 1963, quando aveva circa 13 anni.

### Dal carcere al ring
Secondo le indagini della polizia del Missouri, dopo la separazione dei genitori, nel 1946, il giovane Liston seguì la madre Helen a Saint Louis, dove la donna aveva trovato un impiego come operaia in una fabbrica di scarpe. I rapporti di polizia riferiscono che a Saint Louis invece di andare a scuola entrò a far parte di un gruppo di piccoli delinquenti dediti a furti e rapine. Le modalità erano sempre le stesse: il giovane Liston immobilizzava con la sua forza erculea la vittima, che veniva rapinata dai suoi compagni. In qualche caso tramortiva con un pugno la vittima. Nella sua sregolata vita Liston finì in carcere per ben 19 volte.
Facilmente identificato dalla polizia (portava sempre la stessa camicia sgargiante), nel 1949 fu arrestato nella sua casa al 1006 di Ofallon Street, per una rapina compiuta nell'Unique Cafè, al n. 1502 di Market Street, non lontano dalla sua abitazione. Liston fu riconosciuto colpevole anche per una rapina di pochi dollari compiuta a una stazione di benzina, con l'aggravante del possesso di un'arma.
Nel 1950 il tribunale lo condannò a 29 mesi di carcere. Liston scontò la sua pena nella città di Jefferson City, nel Missouri State Penitentiary. Qui i cappellani del carcere, due preti cattolici, intuirono le sue grandi potenzialità nel pugilato, insegnandogli i primi rudimenti.
La biografia di Liston riporta la storia che una volta per difendere un giovane detenuto nero dalle angherie di quattro bulli, Liston a pugni impartisse loro una lezione memorabile nell'officina del carcere. Risulta dalle fonti ufficiali che nella prigione fu organizzata una sessione di allenamento con un buon peso massimo professionista, Thurman Wilson. Dopo quattro round contro il giovane Liston, Wilson abbandonò malconcio il match. Il promettente campione risulta essere stato segnalato alla federazione pugilistica di Saint Louis da Monroe Harrison, detto “Muncey”, già sparring partner di Joe Louis e allenatore del pugile mediomassimo statunitense Archie Moore.
Inserito nella squadra dilettantistica della città, Liston ottenne nel 1952 la scarcerazione sulla parola dopo una campagna di stampa a suo favore svolta da alcuni giornali locali e iniziò a lavorare come manovale in un'azienda metalmeccanica. Secondo i biografi del boxeur, l'operazione sarebbe stata abilmente pilotata da Frank Mitchell, direttore di un giornale locale e titolare di una piccola scuderia di pugili, personaggio notoriamente collegato alla mafia italo-americana della boxe.
Dalle fonti secondarie risulta che Liston, dopo essere uscito dal carcere, fosse ancora analfabeta e avesse seri problemi con l'alcool. Fu più volte fermato dalla polizia per vagabondaggio. Secondo i rapporti dell'FBI, Liston alternava in quel periodo l'attività di pugile con quella di guardaspalle di gangster mafiosi e di picchiatore per conto del sindacato edile.

### Carriera dilettantistica
La breve carriera dilettantistica di Sonny Liston ebbe inizio nell'ottobre 1952, dopo la sua scarcerazione e fu ricca di successi. Nel 1953, a Saint Louis, vinse i Golden Gloves dello Stato del Missouri nella categoria dei pesi massimi battendo ai punti LLoyd Willis.
Nello stesso anno vinse anche il più importante Chicago Golden Gloves battendo ai punti in finale Ed Sanders, vincitore l'anno precedente della medaglia d'oro alle Olimpiadi di Helsinki. Dopo questo successo si aggiudicò la sfida tra i vincitori del Guanto d'Oro dello Stato di New York e Chicago (Intercity Golden Gloves) battendo ai punti Julius Griffin. Perse però ai punti, a Boston, nei quarti di finale del Campionato Nazionale USA dilettanti contro James McCarter, che poi diventerà un suo sparring partner.
Liston il 22 giugno 1953 conquistò a Chicago, davanti a 7.460 spettatori l'International Golden Gloves, cioè una sfida tra i rappresentanti statunitensi ed europei, mettendo KO alla prima ripresa, dopo 2 minuti e 16 secondi, il tedesco Hermann Schreibauer, medaglia di bronzo ai Campionati europei di pugilato dilettanti 1953.

### Gli inizi della carriera da professionista
L'esordio professionistico di Liston avvenne il 2 settembre 1953, quando sconfisse per knock-out tecnico Don Smith, di Louisville, dopo soli 33 secondi. Alto 213 cm, Smith fu subito colpito al volto da Liston e l'arbitro Jimmy Parker constatò che non era in grado di proseguire, per un brutto taglio all'occhio destro.
Nell'estate del 1954, a Detroit, Liston batté per due volte ai punti il quotato Johnny Summerlin. Entrambi gli incontri furono trasmessi sulla rete televisiva nazionale. Al settimo match incappò nella prima sconfitta, ai punti, contro Marthy Marshall. Un pugno di Marshall gli fratturò la mascella ma nonostante la menomazione, Liston riuscì a terminare il match. Si rifece battendo due volte Marshall a Saint Louis nel 1955 (KOT al sesto round) e a Pittsburgh nel 1956, ai punti.
Nuovi guai con la giustizia bloccarono Sonny Liston. Nell'aprile del 1956 fu arrestato in circostanze poco chiare: Liston avrebbe aggredito e disarmato un poliziotto che gli aveva chiesto di spostare l'auto. I testimoni riferirono che il poliziotto implorava nel fango Liston di non ucciderlo. In attesa del processo il pugile fu fermato altre tre volte per vagabondaggio e resistenza a pubblici ufficiali. Ne seguì un'altra condanna alla reclusione per otto mesi. Rimase pertanto inattivo per la seconda metà del 1956 e per tutto il 1957.
Osteggiato dalle principali federazioni pugilistiche, Sonny Liston era sul punto di rinunciare alla boxe. Fu un sacerdote cattolico, il padre gesuita Edward P. Murphy (lo stesso che pronuncerà la sua orazione funebre nel 1971), a convincerlo a proseguire. Una sera del 1956, a una fermata d'autobus, il pugile aveva conosciuto casualmente un'operaia di nome Geraldine Clark Chambers. Il 3 settembre 1957 si sposarono a Saint Louis. Lasciò poi la città del Missouri, dove a suo dire la polizia gli rendeva la vita impossibile e si trasferì con la famiglia a Filadelfia.

### La lunga attesa della sfida mondiale

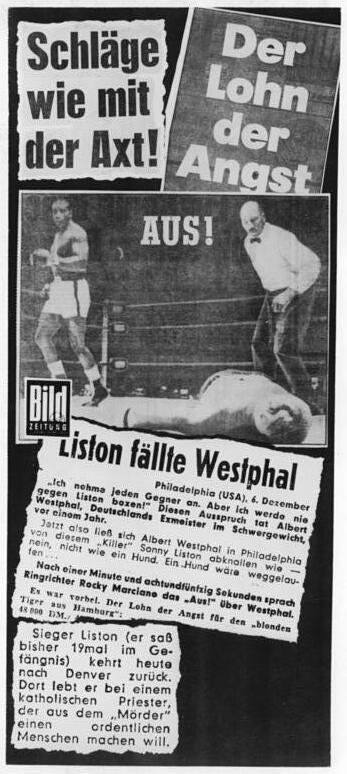
La Bild commenta la vittoria di Liston contro Albert Westphal

Liston riprese a combattere nel 1958, vincendo otto incontri e concludendo l'anno al nono posto nella graduatoria Ring Magazine tra gli sfidanti al titolo mondiale dei pesi massimi. Ormai nella piena maturità agonistica, il pugile negli anni seguenti sconfisse tutti gli avversari mostrando una superiorità a volte schiacciante. Bert Whitehurst, scaraventato fuori dal ring nel decimo round, a sette secondi dalla fine, non fu più in grado di terminare l'incontro. A Chicago il 6 agosto 1958 Liston colpì così pesantemente Wayne Bethea, futuro "giustiziere" dell'italiano Franco De Piccoli, da metterlo fuori combattimento in soli 69 secondi e fargli perdere sette denti.
Nel 1959 il pugile fu classificato al terzo posto tra gli sfidanti al titolo vincendo quattro match per KO, battendo Cleveland Williams per KOT alla terza ripresa e sconfiggendo il forte cubano Niño Valdés, crollato al tappeto sempre al terzo round.
Nel 1960 Liston disputò altri cinque match. Il 21 marzo sconfisse nuovamente "Big Cat" Williams per KO al primo round. Questa vittoria gli dette la convinzione di esser pronto per il titolo mondiale. In aprile suscitò grande impressione la sua vittoria sul quotato Roy Harris, che nel 1958 aveva resistito per tredici riprese a Floyd Patterson prima che quest'ultimo fosse spodestato dal trono mondiale dallo svedese Ingemar Johansson. Harris vantava 30 vittorie (9 per KO) e la sola sconfitta con l'ex campione del mondo. Il match fu una dimostrazione di predominio schiacciante: in soli tre minuti del primo round Liston atterrò ben tre volte l'avversario prima del KO definitivo.
Nel frattempo il titolo mondiale era rientrato in possesso di Floyd Patterson, che si era aggiudicato la rivincita con lo svedese Johansson per KO alla quinta ripresa. Nella seconda parte dell'anno, Liston pose pesantemente la sua candidatura alla cintura mondiale sbarazzandosi in sole tre riprese di Zora Folley, collocato al n. 2 degli sfidanti. In dicembre trovò invece pane per i suoi denti con Eddie Machen, che lo costrinse a combattere sino al gong finale. Vinse comunque con un margine compreso tra i due e i sette punti. Concluse l'anno come sfidante n. 1 al titolo.
Patterson, tuttavia, eluse la sfida con Liston per concedere il terzo incontro a Johansson, che sconfisse nuovamente per KO al sesto round, il 13 marzo 1961. Già campione olimpico dei pesi medi a Helsinki 1952 e proveniente dalla categoria inferiore dei mediomassimi, Patterson aveva tutte le ragioni per evitare il confronto con Liston. Con i suoi 86 kg, ne pesava almeno undici meno del pugile dell'Arkansas il quale, tra l'altro, aveva un allungo superiore di ben 34 cm. Il 4 dicembre 1961, a Toronto, preferì mettere in palio la cintura contro il modesto Tom McNeeley, che sconfisse agevolmente in soli quattro round. Lo stesso giorno, a Filadelfia, Liston dette un'altra dimostrazione di forza, sconfiggendo per KO con un destro devastante al minuto 1:58 del primo round il campione tedesco Albert Westphal, che si vantava di non aver mai conosciuto il tappeto prima di allora.

### Campione del mondo dei pesi massimi

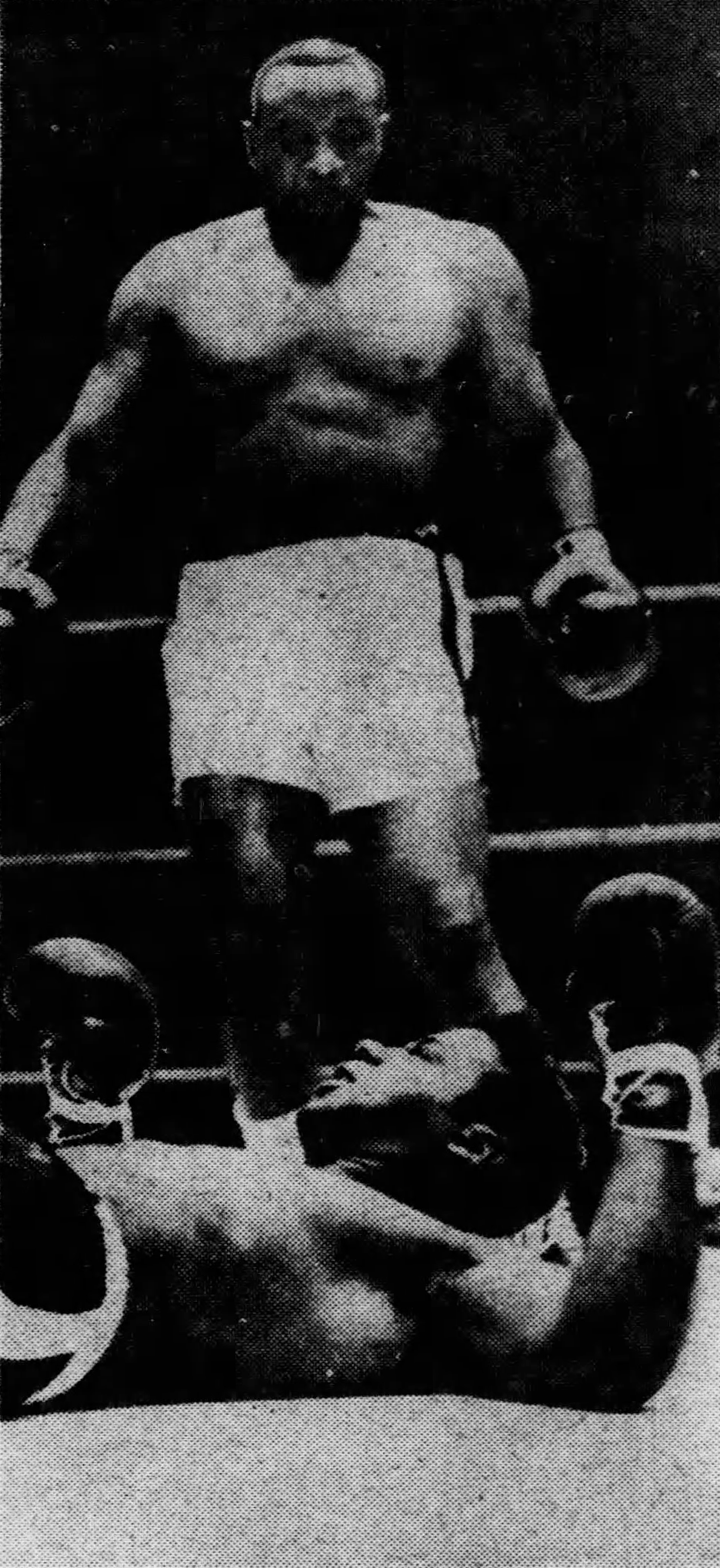
Liston sovrasta Patterson appena messo KO nel loro primo match.

Intanto la stampa premeva per l'incontro del secolo Patterson-Liston. Nell'ottobre 1960 l'autorevole rivista The Ring scriveva: «Nessun peso massimo ha mai fatto di più di Sonny per guadagnare una sfida per il titolo mondiale dei pesi massimi». La questione assunse importanza nazionale, tanto che lo stesso presidente Kennedy chiese pubblicamente a Floyd Patterson, durante un party alla Casa Bianca, di mettere fine alla paradossale situazione e porre in palio il suo titolo contro il picchiatore dell'Arkansas.
Come riportato da autorevoli fonti giornalistiche, Liston avrebbe voluto sfidare il campione del mondo al Madison Square Garden di New York, il tempio storico del pugilato, ma questo non si rivelò possibile. Le autorità di New York ritenevano infatti che Liston non avesse mai reciso i legami con la mafia. Vista l'importanza che allora rivestiva negli Stati Uniti il campionato mondiale dei massimi, molti autorevoli commentatori ritenevano la figura del pugile dell'Arkansas socialmente improponibile.
L'incontro per il titolo mondiale si disputò quindi al Comiskey Park di Chicago il 25 settembre del 1962 ma durò solo 2 minuti e 6 secondi. Sonny Liston mise alle corde il campione in carica con una terribile combinazione di destri e sinistri e lo tramortì con un clamoroso KO. Ogni colpo dello sfidante sembrava affondare nella guardia del campione come la lama nel burro. La schiacciante superiorità di Liston fece osservare ai cronisti che sembrava un match tra pugili di due categorie differenti. Finalmente il pugile dell'Arkansas era diventato campione dei pesi massimi, una categoria che di fatto dominava dal 1960.
Il neo campione del mondo ricevette soltanto una fredda accoglienza da Filadelfia, la sua città di residenza. Nessuno andò ad accoglierlo all'aeroporto. La stampa diffidava apertamente del neo campione del mondo: «Sonny Liston - secondo Joyce Carol Oates - occupa una posizione sui generis per la forte temibilità della sua personalità di boxer, e nessuno meglio di lui ha mai impersonato l'aura di truce minaccia del negro per il mondo dei bianchi».
Sul finire del 1962 Liston si trasferì a Chicago, in una costosa villa a tre piani. Ma anche qui ricominciarono le sue disavventure; la polizia lo arrestò per guida in stato di ebbrezza. Il campione del mondo uscì subito su cauzione, ma il suo arresto e l'alterco con i poliziotti venne ripreso da alcuni cineoperatori accorsi sul luogo. La scena fu trasmessa nei telegiornali di molti Stati e l'immagine di Liston ne rimase fortemente compromessa. Fu comunque chiamato ad arbitrare alcuni incontri di boxe, tra i quali il match valido per il titolo mondiale inaugurale dei pesi welter junior tra Denny Moyer e Joey Giambra il 20 ottobre 1962 a Portland.

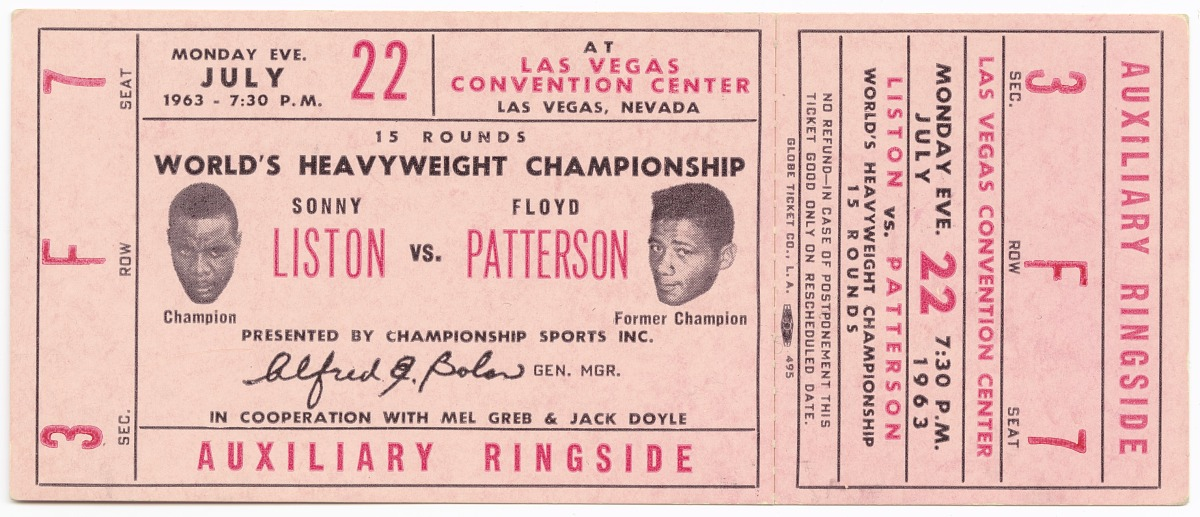
Il biglietto del secondo match Liston-Patterson. Las Vegas, 22 luglio 1963

L'ex campione Floyd Patterson aveva intanto diritto a una rivincita. Ma l'incontro venne rinviato per un infortunio di Liston a un ginocchio e si tenne a Las Vegas il 22 luglio 1963, con una borsa in palio di 1 milione di dollari.
Liston batté nuovamente Patterson per KO al primo round, dopo avergli inflitto ben tre atterramenti in soli 2 minuti e 10 secondi di combattimento. Con questa vittoria Liston fu riconosciuto campione del mondo anche dalla neonata federazione pugilistica WBC (World Boxing Council), sorta in Messico in contrapposizione alla più antica WBA (World Boxing Association), già denominata NBA ed esistente dal 1921.
Dopo la vittoria, Liston ebbe finalmente un trionfo nella sua nuova città di residenza, Denver in Colorado, dove si era trasferito in una bella casa al numero 3395 di Monaco Parkway, del costo di 28.500 dollari. La scelta non era casuale: Liston partecipava a un "piano di riabilitazione" che padre Edward Murphy svolgeva nella sua parrocchia di Denver. Non lontano abitava il suo idolo, l'ex campione Joe Louis, che era entrato nell'entourage di Liston come responsabile delle pubbliche relazioni.
In quei giorni il campione del mondo fu ricevuto con tutti gli onori alla Casa Bianca dal vicepresidente degli Stati Uniti Lyndon Johnson. Partecipò inoltre a Denver a una marcia per i diritti civili dei neri americani. Non ripeté però l'esperienza a Birmingham, perché – disse – «non sono un cane ammaestrato». Il successo tuttavia non cambiò il pugile: secondo testimoni, dal 1963 Liston aveva ripreso a bere. Risalgono a questo periodo due nuovi arresti per ubriachezza e resistenza alla forza pubblica e due probabili casi di tentata violenza sessuale.
A parere della Federazione internazionale, sconfitto Patterson, non sembravano esserci più avversari per Liston, che nei quattro anni precedenti aveva battuto sul ring tutti i protagonisti della categoria. Secondo gli esperti, anche un incontro con l'ex campione mondiale Ingemar Johansson sarebbe stato sbilanciato.

### Il primo match Liston-Clay e la perdita del titolo mondiale

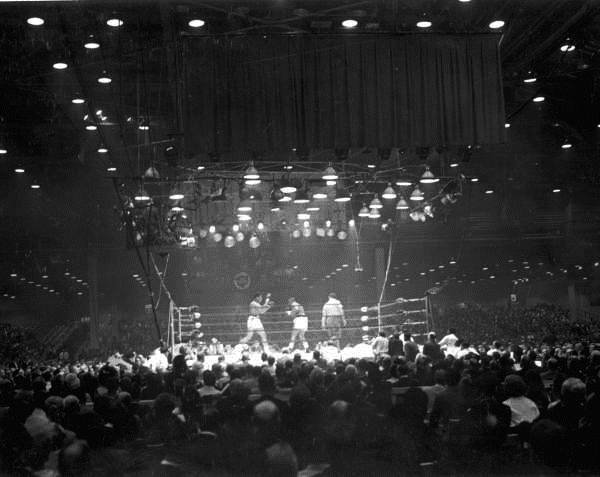
Il ring di Miami dove fu combattuto il primo match Liston-Clay

Lo sfidante ufficiale divenne ben presto il ventiduenne Cassius Marcellus Clay, vincitore nei mediomassimi alle Olimpiadi di Roma 1960 e ancora imbattuto dopo 19 vittorie consecutive. Secondo alcuni storici della boxe la scelta di affrontare l'emergente Clay sarebbe stato un affare per Liston: una misurata gestione del titolo, con sfidanti di scarso rilievo (come per anni aveva fatto Patterson), non avrebbe avuto prospettive economiche. Più allettante la sfida con un avversario ambizioso come il pugile di Louisville.
Questi, pur non convincendo del tutto, aveva battuto ai punti il temibile Doug Jones, in un match definito da Ring Magazine come "Fight of the year" 1963. Lo stesso Clay era stato eletto pugile dell'anno. Tuttavia, si era trovato in difficoltà nel successivo match con il britannico Henry Cooper che lo atterrò con un poderoso gancio sinistro al termine del quarto round e fu salvato dalla campanella. Va detto che, già nel round successivo, a Clay bastarono soltanto 2:15 per ridurre l'avversario a una maschera di sangue e a indurre l'arbitro a sospendere l'incontro assegnandogli la vittoria per knock-out tecnico.
Il giovane Cassius Clay era comunque già un personaggio e aveva improvvisato un bizzarro show proprio in occasione del match Liston - Patterson a Las Vegas. Riferiscono le cronache che appena finito l'incontro, Clay salì sul ring e profferì al microfono dello speaker frasi del tipo: «Questo incontro è stato una farsa! Liston è un vagabondo! Io sono il vero campione! Datemi quel grosso brutto orso!». I due erano però agli antipodi: Quando Clay incontrò casualmente i Liston all'aeroporto, urlò insulti al loro indirizzo. Avviò poi una sfrontata campagna a beneficio della stampa denominata "la caccia al grande orso brutto"; si fece ritrarre sul ring contro un avversario camuffato da grizzly; organizzò un pullman con enormi scritte contro l'avversario, facendo schiamazzi all'una di notte sul prato della villa di Liston a Denver. A parere del suo biografo, tali episodi fecero nascere in Liston la convinzione che Clay fosse un innocuo squilibrato.
Il match fu fissato per il 25 febbraio 1964 a Miami. Vista la prosopopea del suo giovane avversario, Liston per la prima volta raccoglie le simpatie generali. Secondo la maggioranza degli esperti, lo sfidante non avrebbe potuto impensierire il detentore. Il divario tra i due pugili appariva enorme: nell'imminenza del match ben 43 giornalisti su 46 indicarono Liston come il favorito. L'ex campione Rocky Marciano, come molti altri, riteneva che Clay non avrebbe superato il primo round. Anche gli allibratori non davano molte chance allo sfidante. Nell'immediata vigilia del match, tuttavia, ci fu una brusca variazione delle quotazioni: la vittoria di Clay passò dall'iniziale 1 a 7 alla quota di 1 a 2.
Nelle visite mediche Cassius Clay, all'arrivo del campione del mondo in carica fu sopraffatto dallo spavento, tanto che gli strumenti registrarono un abnorme sbalzo della sua pressione sanguigna. Fu necessaria un'altra misurazione per tranquillizzare i sanitari. Nel 1991 Clay confessò al giornalista Thomas Hauser: «Ero spaventato. Sonny Liston era uno dei più grandi pugili di ogni tempo. Colpiva duro ed era deciso a uccidermi. Ma ero là, non avevo scelta: vado e combatto».
Al suono del gong, Liston si avventò brutalmente sullo sfidante, cercando di terminare l'incontro velocemente. Tuttavia, la superiore velocità di Clay e la sua migliore mobilità sul ring furono subito evidenti, tanto che riuscì a evitare i colpi dell'avversario. Nel prosieguo del round, Clay prese sempre più confidenza. Colpì Liston con una combinazione che mandò in visibilio la folla. Nel secondo round, la "danza" dello sfidante attorno a Liston proseguì senza danni apparenti ma nel finale il campione del mondo riuscì a metterlo alle corde e a colpirlo con un potente gancio sinistro. Nella terza ripresa, sembrò che Clay avesse preso il controllo del match. Dopo circa 30 secondi mise a segno ai danni di Liston alcune combinazioni di colpi, causandogli una ferita sotto l'occhio sinistro, che poi richiese otto punti di sutura.
Al termine della quarta ripresa, Clay, tornato al suo angolo, disse al suo allenatore Angelo Dundee che gli bruciavano gli occhi e non ci vedeva quasi più. Dundee gli rispose che si trattava di un match per il titolo mondiale e doveva resistere e tenere duro ugualmente. Successivamente Clay avrebbe detto che durante il round seguente era riuscito a vedere solamente la sagoma di Liston, ma che la sua velocità lo aveva salvato. Alcuni nell'ambiente della boxe ipotizzarono che una sostanza utilizzata sui guantoni da uno dei secondi di Liston, Joe Pollino, possa aver inavvertitamente causato l'irritazione oculare che accecò momentaneamente Clay nel quinto round. Due giorni dopo l'incontro, il pugile Eddie Machen disse che i secondi di Liston avevano fatto un uso deliberato di sostanze illegali al fine di accecare Clay. «Mi capitò la stessa cosa quando affrontai Liston nel 1960», dichiarò Machen «Pensai che gli occhi mi stessero prendendo fuoco, e Liston sembrava sapere benissimo cosa mi stava accadendo».
Nel sesto round, Clay si riprese e cominciò a tempestare di pugni l'avversario, aggiudicandosi largamente la ripresa. Al rientro all'angolo, Liston si mostrò con il volto tumefatto e con la ferita all'occhio sinistro sanguinante. Esistono due versioni differenti su quanto accadde nell'angolo di Liston tra la sesta e la settima ripresa. Secondo il biografo di Ali David Remnick, Liston ne aveva abbastanza e non voleva più proseguire, cosa che indicò sputando il paradenti e disse ai suoi secondi: «Questo è tutto». Secondo il biografo di Liston Paul Gallender, Sonny aveva la spalla praticamente paralizzata al termine della sesta ripresa, e il suo angolo decise di fermare il combattimento, nonostante le sue proteste. Secondo questa versione, Liston avrebbe sputato il paradenti in segno di disgusto, perché non reputava che Clay fosse un combattente migliore di lui.
Nell'imminenza del gong del settimo round, Clay fu il primo a capire che Liston si era ritirato. Si portò al centro del ring sgambettando con le braccia alzate in segno di vittoria mentre Howard Cosell, telecronista a bordo ring, urlava. Sentendo di avere compiuto un'impresa storica, si mise a urlare: «I'm the greatest!» (Sono il più grande!). Cassius Clay fu dichiarato vincitore per knock-out tecnico dovuto all'abbandono dell'avversario. Al momento della sospensione le valutazioni dei giudici di gara indicavano perfetta parità: il giudice Felix valutava 57-57, Bernie Lovett 58-56 a favore di Liston, Gus Jacobson 58-56 a favore di Clay. Durante la tradizionale conferenza stampa post-match, Clay definì "ipocriti" i giornalisti e disse: «Guardatemi. Non un segno in faccia. Non potrei mai essere un perdente. Sono troppo grande. Salutate il campione!». L'incontro fu dichiarato da Ring Magazine il match dell'anno ma anche "sorpresa dell'anno".
L'infortunio alla spalla di Sonny Liston fu effettivamente diagnosticato il giorno successivo in ospedale. I secondi di Liston ritenevano che il campione si fosse infortunato al primo round. Secondo la moglie Geraldine invece il campione si era slogato la spalla qualche tempo prima del match, ma non vi aveva dato peso. Si ritenne anche che Liston non si fosse adeguatamente allenato. Infatti il campione era apparso l'ombra del micidiale picchiatore degli anni precedenti; la sua ridotta aggressività e le goffe movenze sul ring avevano esaltato l'agilità dell'avversario. Probabilmente ciò fu dipeso dal fatto che negli ultimi tre anni (tra la metà del 1961 e il febbraio del 1964) Liston aveva disputato solo tre incontri ufficiali (quello con Westphal e i due con Patterson) per un totale (dedotti i tempi dei sei knock-down) di appena quattro minuti effettivi di combattimento.
Sorsero però i sospetti di un'eventuale combine. I dubbi si basavano su alcune voci relative a ingenti scommesse contro il superfavorito dell'incontro. Le scommesse e le borse dell'incontro furono provvisoriamente bloccate e furono avviate indagini. La volatilità delle quotazioni delle scommesse nell'imminenza dell'incontro di Miami, secondo l'avvocato generale della Florida, sarebbe stata la prova di una combine di cui molti erano a conoscenza. L'FBI, secondo documenti pubblicati dal Washington Times, avrebbe raccolto testimonianze secondo le quali Irving "Ash" Resnick, un ex pugile responsabile degli eventi sportivi del noto Thunderbird Hotel, sospettato di collegamenti con la mafia, avrebbe pilotato d'accordo con Liston l'esito dell'incontro. Proprio Resnick era all'angolo di Liston nell'incontro mondiale. In particolare, in un interrogatorio a Barnett Magids, uno scommettitore di Houston, Texas, emerse che Resnick e Liston avrebbero incassato un milione di dollari a testa scommettendo su Clay. Tali indizi furono tuttavia giudicati insufficienti e l'inchiesta fu archiviata.

### Il secondo match Clay-Liston e il cosiddetto "pugno fantasma"

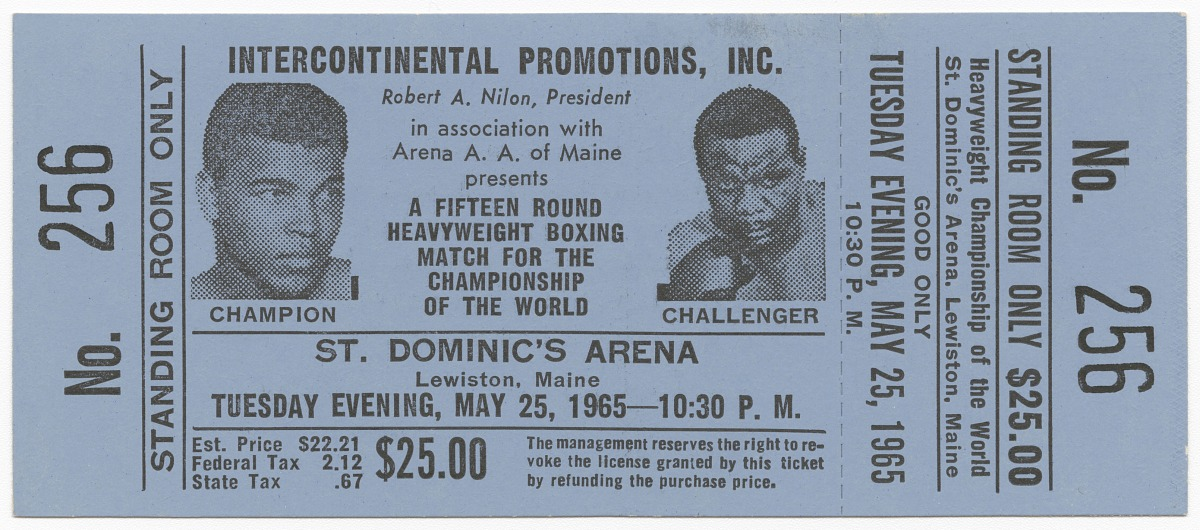
Il biglietto del secondo match Clay-Liston. Lewiston, 25 maggio 1965

Appena conquistato il titolo nel 1964, Cassius Clay si era convertito ufficialmente alla fede musulmana e aveva mutato il suo nome in Muhammad Ali. La conversione all'islamismo di Clay lasciò Liston indifferente: «Per me non fa differenza. Come io non mi impiccio nelle sue faccende personali, lui non deve impicciarsi nelle mie».
La circostanza che nel contratto dell'incontro con Muhammad Ali fosse stata già stabilita una rivincita e che nell'ottobre 1963 la società di Liston aveva acquistato dal Louisville Syndicate i diritti per l'organizzazione della gara successiva sembrò irregolare. Giudicato colpevole di violazione delle regole sportive, nel 1965 Liston subì una squalifica di un anno, più tardi ridotta a sei mesi. Liston dovette anche versare le tasse relative ai guadagni conseguenti al match di Miami, pari a 2.7 milioni di dollari. Ad Ali fu revocato il titolo da parte della WBA che, nel frattempo, aveva allestito un match per l'attribuzione della cintura, vinto da Ernie Terrell ai punti su Eddie Machen.
Il match di rivincita Clay-Liston, era perciò relativa al titolo riconosciuto alla WBC e dalla rivista The Ring. Il match dapprima fissato a Boston per il novembre 1964, subì un rinvio di sei mesi a causa di un'operazione di ernia intestinale cui fu sottoposto Muhammad Ali. Rifiutato dalle principali sedi pugilistiche statunitensi e anche da Las Vegas, alla fine l'incontro si disputò il 25 maggio 1965 a Lewiston nel Maine, una sede secondaria, di fronte a una platea semivuota. I biglietti venduti furono 2.434 sui 4.900 posti dell'arena.
Il clima della serata era molto teso. Si temeva un attentato durante il match: i giornalisti a bordo ring erano protetti da scudi antiproiettile. Prima dell'incontro, Muhammad Ali aveva ricevuto minacce di morte dai seguaci di Malcolm X, che ritenevano la setta dei Black Muslims (di cui Ali faceva parte), colpevole dell'agguato che aveva causato la morte del leader. In particolare, circolava insistente la voce di un imminente attentato a Ali nella notte precedente il match. Anche Sonny Liston era stato avvicinato nel suo campo di allenamento nei pressi di Chicago da alcuni esponenti dei Black Muslims, che avevano proferito minacce nei confronti della sua famiglia e in particolare della tredicenne figlia minore Eleanor, nata da una relazione prima del suo matrimonio, che era tornata a vivere con il padre nel 1964. Secondo il suo biografo, Sonny Liston affrontò l'incontro mal preparato. Immagini dell'epoca mostrano Liston come un uomo invecchiato e talvolta impaurito. Dave Anderson del New York Times disse che Liston "sembrava in pessima forma e aveva un aspetto orribile" nella sua ultima seduta di allenamento prima del match.
Al minuto 1:44 della prima ripresa il campione del mondo colpì l'avversario con un colpo d'incontro apparentemente innocuo, passato alla storia come il cosiddetto "pugno fantasma" (the phantom punch). Liston finì al tappeto tramortito. Ali sembrò ritenere che il colpo con il quale aveva abbattuto l'avversario non fosse risolutivo e invitò con veemenza lo sfidante ad alzarsi per continuare il match. Nel frattempo il cronometrista a bordo ring, Francis Mc Donough, aveva dato inizio al regolare conteggio. L'immagine del campione del mondo che sovrasta Liston al tappeto è divenuta una delle icone del pugilato della nostra epoca.
Invece di andare al suo angolo e attendere il conteggio Muhammad Ali si mise a insultare l'avversario al tappeto. Approfittando che l'inesperto arbitro Jersey Joe Walcott (un ex campione del mondo della categoria) era impegnato a frenare le proteste del campione del mondo, Liston indugiò a rialzarsi. Quando lo fece erano passati dodici secondi dall'atterramento. Walcott fece riprendere il match. In un secondo momento, su segnalazione di uno dei giornalisti a bordo ring, Nat Fleischer, editore della rivista The Ring e del cronometrista, si accorse dell'errore e sospese il combattimento dichiarando Ali vincitore per KO a 2:12 della prima ripresa.
Mentre Ali viene osannato e festeggiato, nessuno si interessa di Liston che gira sconsolato sul ring, ed all'incontro con un suo assistente lo si nota chiaramente vacillare ed ondeggiare come se non si fosse ancora pienamente ripreso dal pugno subito. «È stato un buon destro», disse Liston dopo il match. «Mi ha stordito. Mi sono inginocchiato ma poi sono caduto la seconda volta perché avevo perso l'equilibrio. [...] Avrei potuto alzarmi, ma non ho sentito il conteggio».
Numerosi fans però iniziarono a protestare urlando perché ritenevano l'incontro una farsa e che fosse stato truccato. Nel match si erano verificate molte violazioni al regolamento. Tra queste il comportamento di Muhammad Ali dopo l'atterramento e quello dell'arbitro, che non aveva ammonito ufficialmente Ali né si era accorto del procedere del conteggio mentre era impegnato ad allontanare il campione del mondo.
Gli scettici ben presto definirono il KO come frutto di un "pugno fantasma". La ripresa in diretta del combattimento sembrava aver mostrato che il pugno incriminato avesse raggiunto la guancia di Liston con una forza di impatto limitata. Lo stesso Ali disse immediatamente dopo il combattimento di non essere ben sicuro che il suo colpo fosse andato a segno, e ancora sul ring chiese al suo entourage: «L'ho colpito?». Al ministro della Nation of Islam Abdul Rahman, Ali disse che Liston "si era sdraiato a terra" ma Rahman gli ripose: «No, l'hai colpito».
A bordo ring, tuttavia, ci fu anche chi era convinto dell'efficacia del pugno. Jim Murray del Los Angeles Times scrisse che non c'era stato nessun "pugno fantasma". Tex Maule di Sports Illustrated scrisse: «Il colpo ebbe una tale forza da sollevare il piede sinistro di Liston, sul quale poggiava la maggior parte del suo peso». Tra gli osservatori a bordo ring, l'ex campione del mondo dei pesi massimi James J. Braddock, disse di avere il sospetto che il destro di Ali si fosse limitato a concludere ciò che aveva iniziato un precedente colpo. «Ho la sensazione che questo ragazzo (Ali) sia molto meglio di quanto nessuno abbia mai pensato», concluse Braddock.
Secondo gli esperti che hanno successivamente visionato al rallentatore la ripresa, il colpo di Ali, assestato da brevissima distanza e quasi invisibile, sembrava aver colpito la tempia dell'avversario, che in quel momento stava portando un attacco con il suo caratteristico stile ed era fortemente sbilanciato in avanti. Un altro ex campione del mondo, Rocky Marciano, cambiò idea circa il KO dopo aver visionato un filmato dell'incontro il giorno successivo. «Non pensai che fosse un pugno così potente quando vidi l'incontro a bordo ring» disse Marciano. «Ora (dopo aver visto il filmato) penso che Clay, vedendo Liston a guardia scoperta, abbia dato forza al pugno negli ultimi centimetri».
Larry Merchant scrisse 50 anni più tardi: «Ho visto veramente il pugno arrivargli sul mento, come anche altri nella mia postazione della sezione stampa. Era un destro veloce che colpì Liston mentre si faceva avanti ... Secondo i dottori in prima fila con cui ho parlato, era stato un classico esempio di KO a scoppio ritardato». «Molti spettatori nell'arena non videro [il pugno], comprensibilmente», scrisse Merchant, «o non potevano credere che fosse stato così forte da buttare giù l'apparentemente indistruttibile ex campione». Egli descrisse inoltre la credenza che il match fosse truccato come: «un mito duro a morire».

### Il declino
Dopo alcune esibizioni in California e Alaska, Liston decise di emigrare per qualche tempo in Europa. Non riuscendo a ottenere la licenza in Danimarca, il pugile optò per la Svezia, come aveva fatto Patterson tre anni prima. Accompagnato dal manager-trainer Joe Polino, si trasferì con la moglie a Stoccolma. Per il suo rientro agonistico, poté contare sul lavoro altamente professionale di due importanti manager: lo svedese Bertil Knutsson e il danese Mogens Palle. Si parlò anche di un'esibizione con l'ex campione mondiale Ingemar Johansson, ritiratosi da alcuni anni, ma la cosa non ebbe seguito.
Il 29 maggio 1966 tornò sul ring di Johanneshov, a Stoccolma, sconfiggendo il tedesco Gerhard Zech. Nei due anni successivi, l'ex campione del mondo, che in Svezia godeva di grande popolarità, disputò altri tre incontri. Il 19 agosto 1966 sconfisse Amos Johnson per KO alla terza ripresa. Secondo Knutsson in questo match Liston aveva dimostrato di essere tornato ai livelli mondiali. Nel 1967 sconfisse prima del limite Dave Bailey ed Elmer Rush. In quest'ultimo incontro si infortunò alla spalla, com'era avvenuto nel match di Miami con Muhammad Ali. In Svezia i coniugi Liston adottarono un bambino di nome Daniell (Sonny Liston avrebbe avuto anche tre figli naturali fuori dal matrimonio, Mary nel 1947, Eleanor nel 1951 e William Wingate nel 1963).
Nel 1967 Liston ottenne la licenza per tornare a gareggiare negli Stati Uniti e andò a risiedere a Las Vegas. L'obiettivo del pugile era ottenere una nuova chance per un terzo incontro con Muhammad Ali o per il titolo. Tra il 1968 e il 1969 ottenne dieci vittorie in sedi secondarie su altrettanti incontri (9 prima del limite), contro pugili di modesta levatura. Secondo alcuni osservatori le facili vittorie contro pugili di secondo piano avrebbero soltanto celato il declino di Liston. Ma quando Henry Clark, un talentuoso giovane dallo stile alla Muhammad Ali, affronta Liston il 6 luglio 1968 a San Francisco, va incontro a una severa lezione (KO tecnico al settimo round), che di fatto ne compromette la carriera. La WBA tuttavia lo ignora nell'allestimento del torneo eliminatorio per l'attribuzione del titolo vacante, dopo la condanna di Muhammad Ali per renitenza alla leva, che il 27 aprile 1968 è conquistato da Jimmy Ellis battendo in finale ai punti Jerry Quarry.
Alla fine del 1968, Liston è quinto nella classifica dei pesi massimi di Ring Magazine. L'ex campione fu designato per combattere per il titolo vacante del campionato nordamericano, relativo a nove stati del nord e al Messico. Il suo avversario era Leotis Martin, buon pugile dallo stile molto simile a quello di Patterson, che proprio in virtù di tale caratteristica era stato lo sparring partner di Liston in vista delle sfide con il medesimo. Sonny Liston aveva combattuto il 23 settembre con Sonny Moore a Houston in Texas ed era stato avvertito dell'incontro con Martin appena due settimane prima, quando si trovava a Tucson in Arizona per girare le riprese della sitcom Love American Style. Secondo il suo amico Lem Banker, Liston non si preparò adeguatamente e arrivò al match poco allenato.
La sfida avvenne a Las Vegas il 6 dicembre 1969. Gli allibratori quotavano Sonny Liston nettamente favorito per 13 a 5. I primi round sembrarono confermare le previsioni. Alla quarta ripresa con un potente montante sinistro atterrò l'avversario che si rialzò prontamente ma la sua scarsa tenuta atletica fu evidente nel prosieguo del match, con un calo vistoso nei round successivi. Martin riuscì a riequilibrare le sorti del match; aprì con un destro una profonda ferita sopra l'occhio sinistro dell'ex campione del mondo, sempre meno mobile sul ring. Nella nona ripresa, copiosamente sanguinante, Liston fu colpito con un forte e preciso destro d'incontro e finì KO rimanendo per tre minuti privo di conoscenza. Peraltro, i durissimi colpi di Liston determinarono il distacco della retina a Martin e quello fu l'ultimo match della sua carriera.
Dopo la sconfitta, Liston annunciò in televisione il suo ritiro, ma senza convinzione. Tornò infatti a combattere per una borsa di soli 13.000 dollari (poi ridotti a 7.000) il 29 giugno 1970 a Jersey City, contro Chuck Wepner, futuro sfidante al titolo mondiale e detto il “sanguinante di Bayonne” per la fragilità dei suoi archi sopraccigliari. Il match fu particolarmente cruento. Liston colpì molto pesantemente l'avversario e lo costrinse al ritiro al decimo round, vincendo per KO tecnico. Wepner terminò il match con il naso e un timpano rotti, oltre a uno zigomo fratturato. In tutto gli furono applicati 72 punti di sutura.
Fu l'ultimo match disputato dal pugile dell'Arkansas. Nella sua carriera professionistica Sonny Liston aveva combattuto 54 match ufficiali, conseguendo 50 vittorie e 4 sconfitte (3 prima del limite). Non sostenne mai per intero un match sulla distanza delle 15 riprese e una sola volta ne combatté dodici, battendo ai punti Eddie Machen. 39 furono le sue vittorie prima del limite (72,2% sul totale dei combattimenti sostenuti), di cui 8 al primo round.

### Il mistero della morte e le esequie
Dopo il successo su Chuck Wepner, Liston era però tornato ad allenarsi ed era in attesa di definire un nuovo contratto. A questo proposito si parlò dapprima di un match contro George Chuvalo, che avrebbe dovuto tenersi nel febbraio 1971 a Pittsburgh, di un altro con Jerry Quarry o Oscar Bonavena o di un terzo incontro con Floyd Patterson.
Il 5 gennaio 1971, Sonny Liston fu rinvenuto cadavere nella sua villa di Las Vegas, dalla moglie. Geraldine Liston era tornata in città dopo essersi recata durante le festività a St. Louis dai parenti, cui aveva fatto conoscere il figlio adottivo Daniell. Ripetutamente a Capodanno aveva provato a mettersi in contatto con il marito, ma il telefono squillava a vuoto. In preda a una crisi isterica, avrebbe prima chiamato alcuni amici di famiglia, quindi il suo avvocato, e infine - dopo numerosi tentativi - il medico di famiglia.
Attorno al corpo del pugile già in stato di decomposizione furono trovati alcuni grammi di marijuana e accessori per la droga, eroina e siringhe. Secondo gli esami medici, il corpo di Liston era ormai in decomposizione e il decesso era avvenuto una settimana prima, all'incirca il 30 dicembre, come conseguenza di un arresto cardiaco.
La morte di Liston ebbe un'ampia eco nell'opinione pubblica statunitense e ben presto furono formulate varie teorie circa i possibili retroscena. Si ipotizzò un collasso dovuto a overdose di eroina, ma tale circostanza ha suscitato dubbi poiché il campione avrebbe avuto una fobia per gli aghi. Anni dopo, l'ultimo allenatore di Liston, Johnny Tocco, ne parlò: «Sonny non ha mai avuto niente a che fare con l'eroina. Odiava gli aghi. Non sarebbe nemmeno andato da un medico per un controllo, per paura di rimanere bloccato con un ago». Si ipotizzò una possibile vendetta della malavita organizzata relativa agli ultimi incontri disputati dal campione. In particolare alcuni esponenti della mafia lo avrebbero minacciato di morte dopo l'incontro con Wepner.
Secondo Jack McKinney, giornalista del Philadelphia Daily News, Sonny Liston potrebbe essere stato vittima di un hot shot, cioè costretto a drogarsi sotto la minaccia di un revolver. Alcuni hanno ipotizzato che la mafia possa avere eliminato Sonny Liston per questioni legate allo spaccio della droga oppure per impedirgli di rivelare (si parlò di un progetto di memorie) i molti e sorprendenti retroscena di cui era a conoscenza.
Ai funerali, svoltisi il 7 gennaio 1971, parteciparono 400 persone e volti noti dello spettacolo, suoi amici, come Ella Fitzgerald, Doris Day, Sammy Davis Jr, Nipsy Russell, Jerry Vale, Ed Sullivan, Jack E. Leonard e Roosevelt Grier. Gli Ink Spot cantarono la celebre canzone Sunny. Il corteo funebre, rispettando una volontà del defunto, attraversò nelle prime ore della mattina il viale dei casinò di Las Vegas (detto Las Vegas Strip).
Il promoter pugilistico inglese Loren Cassina fu l'unico bianco tra coloro che portarono il feretro. Tra questi, anche l'ex campione Joe Louis. La cerimonia religiosa si svolse nella Palm Mortuary Chapel, dove arrivò anche Muhammad Ali, che scambiò qualche parola con la vedova.
Sonny Liston fu sepolto nel Giardino della Pace del Paradise Gardens Cemetery, presso l'aeroporto internazionale McCarran di Las Vegas. La tavoletta di bronzo posta sulla sua tomba reca, dopo il nome, la scritta: "A man" (un uomo).

## Caratteristiche tecniche
Charles Liston, che tutti chiamavano Sonny, già da ragazzo appariva straordinariamente dotato per la boxe: pesando a soli vent'anni 92 chili per 1 metro e 84, aveva un collo taurino (52 cm di giro) e mani dalle proporzioni gigantesche (la circonferenza del pugno misurava "39 cm".), tali da richiedere speciali guantoni confezionati appositamente per lui. Padre Alois Stevens così lo descriveva in un'intervista su un quotidiano nazionale: «Sonny era il più perfetto esemplare di pugile che avessi mai visto. Braccia potenti, spalle grandi. Aveva rapidamente messo KO tutti i pugili della nostra palestra».
La facilità delle sue vittorie spinse gli esperti a definire Sonny Liston come il più forte picchiatore mai visto sul ring dopo il ritiro di Joe Louis, detto il "bombardiere nero", mitico campione mondiale degli anni trenta e quaranta. A parere degli storici della boxe, il suo modo di combattere era semplice ma molto efficace. Forte con entrambe le mani, massiccio, Liston non era velocissimo ma aveva un buon gioco di gambe, in grado di consentirgli di preparare la combinazione del destro con il lunghissimo e potente gancio sinistro che il più grande critico della boxe, Nat Fleischer, definì "il piccolo treno".
Molti ritenevano che nella gestione del ring Liston non prendeva rischi inutili e accompagnando ogni azione con un movimento laterale, indietreggiava quando non aveva raggiunto il suo scopo. Pugni sempre alti, usava il jab per tenere costantemente lontano l'avversario, e costringerlo a scoprirsi.
A giudizio dei tecnici la forza di quei pugni era formidabile. Della mitica potenza di Liston – forse superiore a quella di ogni altro pugile che abbia mai calcato il ring - si raccontano episodi ai limiti della leggenda: testimoni hanno riferito che una volta in palestra il campione avrebbe provocato con un solo pugno il cedimento del gancio di sospensione del sacco di allenamento. In combattimento mostrava un furore distruttivo senza eguali e nessuno dei suoi avversari ha mai dimenticato la durezza dei colpi di Liston, portati con spietata e micidiale precisione.
Il vecchio Johnny Tocco, allenatore di Liston dagli inizi della carriera, fu testimone di quella incredibile potenza: «Nessuno colpiva come Sonny; in palestra i punching ball volavano via strappati di potenza. Poteva farti volare in una stanza con un jab. Ho visto Sonny abbattere un avversario con un solo diretto. Nel ring, era una macchina micidiale».
Da fonti secondarie risulta che era persino difficile trovare sparring partner per i suoi allenamenti. Per 50 dollari i giovani pugili non se la sentivano di essere malmenati dal campione. A giudizio degli storici della boxe, Liston, dopo Louis e prima di Cassius Clay, usa l'arma psicologica per sconfiggere i suoi avversari prima ancora dell'inizio del match. Patterson ne fu vittima più di ogni altro. Gli abbigliamenti (la "tunica del boia"), i rituali precedenti il match come la rilevazione del peso e il truce cipiglio sembravano studiati apposta per annientare psicologicamente l'avversario.
Ma lo scrittore Norman Mailer rivaluta lo sguardo di Liston: «Dalla pubblicità che lo circondava, mi sarei aspettato uno sguardo di due fessure di vetro morto, a metà strada tra lucertola e un rettile assonnato, ma gli occhi (di Liston) erano in realtà oscuri, traboccanti, eloquenti... Tu non avresti potuto dire che era una persona attraente, ma sentivi di assistere a una creazione». Il terrore dei suoi avversari iniziava prima ancora di salire sul ring.
Secondo lo storico della boxe Tracy G. Callis (direttore dell'istituto IBRO, Historian International Boxing Research Organization): «Sonny Liston fu uno dei più spaventosi, massicci, e potenti pesi massimi di tutti i tempi». Al culmine della sua carriera fu il pugile che più assomigliò a James J. Jeffries durante gli ultimi 100 anni in termini di resistenza, potenza del colpo e capacità di incassare (con l'eccezione di George Foreman). Se Joe Frazier è stato chiamato "il Marciano nero", Sonny Liston potrebbe essere denominato "il Jeffries nero". L'autorevole Harry Carpenter, giornalista della BBC ed esperto di boxe, ha scritto che il jab sinistro di Sonny Liston era superiore a quello di Joe Louis e comparabile al colpo del miglior Marciano.
Nel 1987 lo scrittore di pugilato Herb Goldman lo ha classificato al secondo posto tra i più grandi pesi massimi di tutti i tempi e Richard O'Brien, Senior editor di Sports Illustrated, lo ha posizionato terzo. Anche Alfie Potts Harmer, in The Sportster, lo ha classificato al terzo posto tra i pesi massimi e al sesto tra i "grandi" di tutte le categorie. Lo storico James McCallum disse di lui: «C'era solo troppa dinamite in entrambe le mani perché la maggior parte dei combattenti potesse gestirlo». Il grande Joe Louis disse nel 1963 che Liston «Sarebbe stato campione del mondo per tutto il tempo che avesse voluto».
Secondo Chuck Wepner l'anziano Liston fu senz'altro il pugile più potente che incontrò nella sua carriera. In una recente intervista, alla domanda: «(Alì) è stato il suo avversario più duro?» Wepner ha ribadito: «No. Sonny Liston picchiava molto più forte». Analoghi i giudizi di Cleveland Williams, detto "Big Cat", eccellente boxeur che combatté con entrambi, e del campione del mondo George Foreman, che oltre a combattere con Clay, fu per un paio d'anni sparring partner di Liston.

## "Il pugile della mafia"
Risulta dalla generalità delle fonti ufficiali e giornalistiche che il pugilato degli anni cinquanta, in cui gareggia Liston, era uno sport dominato dal gioco esasperato delle scommesse e controllato dalla mafia. Lo spettacolo del ring non conosce ancora la Tv satellitare ma ambienti popolati da loschi figuri. La stampa del tempo non mostrava simpatia per il pugile, ritenuto un gangster legato alla malavita. Così i procuratori del campione in carica Floyd Patterson riuscirono per anni a evitare la sfida con Liston, adducendo a valido motivo la sua vicinanza con la mafia.
Il comitato parlamentare sulla criminalità organizzata, presieduto dal senatore democratico Estes Kefauver, appurò che non solo la mafia fin dagli inizi aveva il pieno controllo sul boxeur, ma lo aveva addirittura reclutato tra i suoi esattori.
Come fu appurato in molteplici processi relativi alla corruzione nello sport statunitense, l'organizzazione mafiosa requisiva gran parte dei guadagni del pugile, lasciando al campione pochi spiccioli. L'incredibile serie di vittorie consecutive di Liston (26 di cui 21 per KO) aveva peraltro stimolato il giro delle scommesse, su cui prosperava la criminalità organizzata. E se mai risultarono incontri truccati a favore del pugile, i suoi secondi in alcune occasioni avevano fatto ricorso a metodi scorretti per penalizzare i suoi avversari.
Gli inquirenti ricostruirono che attorno a Liston gravitava anche un criminale come Barney Baker, collegato a Sam Giancana, ex pugile e boss di Chicago, e personaggio importante dell'organizzazione del discusso leader sindacale Jimmy Hoffa.
Nel dopoguerra, l'organizzazione istituzionale della boxe negli Stati Uniti era ampiamente controllata dalla International Boxing Club (IBC). Costituita nel 1949, la IBC aveva l'obbiettivo di stroncare ogni rapporto della mafia nel pugilato, anche grazie alla Committee on Anti-Trust and Monopoly costituita dal Senato. Come riferiscono gli storici della boxe, per le amicizie compromettenti con i vertici della mafia, alcune commissioni pugilistiche tra cui quelle di Filadelfia e di New York, inibirono a Liston incontri nelle loro sedi e nel 1961 la National Boxing Association lo sospese dall'attività. Al fine di superare le riserve delle Federazioni, Liston nominò come manager George Katz, non sospetto di legami con la mafia. In un periodo successivo tuttavia se ne liberò, tornando alle vecchie amicizie. Sarcastico il commento di Katz: «Liston ha molte buone qualità. Il problema è che le cattive non lo sono altrettanto».

## Risultati nel pugilato
| N. | Risultato | Record | Avversario         | Tipo | Round, tempo | Data              | Località                                                | Note                                                                                           |
| -- | --------- | ------ | ------------------ | ---- | ------------ | ----------------- | ------------------------------------------------------- | ---------------------------------------------------------------------------------------------- |
| 54 | Vittoria  | 50–4   | Chuck Wepner       | RTD  | 9 (10), 3:00 | 29 giugno 1970    | National Guard Armory, Jersey City, New Jersey, U.S.    |                                                                                                |
| 53 | Sconfitta | 49–4   | Leotis Martin      | KO   | 9 (12), 1:08 | 6 dicembre 1969   | Las Vegas Hilton, Winchester, Nevada, U.S.              | Per il titolo vacante NABF dei pesi massimi                                                    |
| 52 | Vittoria  | 49–3   | Sonny Moore        | KO   | 3 (10)       | 23 settembre 1969 | Coliseum, Houston, Texas, U.S.                          |                                                                                                |
| 51 | Vittoria  | 48–3   | George Johnson     | TKO  | 7 (10), 2:55 | 19 maggio 1969    | Convention Center, Winchester, Nevada, U.S.             |                                                                                                |
| 50 | Vittoria  | 47–3   | Billy Joiner       | UD   | 10           | 28 marzo 1969     | Kiel Auditorium, St. Louis, Missouri, U.S.              |                                                                                                |
| 49 | Vittoria  | 46–3   | Amos Lincoln       | KO   | 2 (10), 2:46 | 10 dicembre 1968  | Civic Center, Baltimora, Maryland, U.S.                 |                                                                                                |
| 48 | Vittoria  | 45–3   | Roger Rischer      | KO   | 3 (10), 2:23 | 12 novembre 1968  | Civic Arena, Pittsburgh, Pennsylvania, U.S.             |                                                                                                |
| 47 | Vittoria  | 44–3   | Willis Earls       | KO   | 2 (10), 1:52 | 3 novembre 1968   | Plaza de Toros, Ciudad Juárez, Messico                  |                                                                                                |
| 46 | Vittoria  | 43–3   | Sonny Moore        | TKO  | 3 (10)       | 14 ottobre 1968   | Veterans Memorial Coliseum, Phoenix, Arizona, U.S.      |                                                                                                |
| 45 | Vittoria  | 42–3   | Henry Clark        | TKO  | 7 (10), 2:47 | 6 luglio 1968     | Cow Palace, Daly City, California, U.S.                 |                                                                                                |
| 44 | Vittoria  | 41–3   | Billy Joiner       | RTD  | 7 (10), 3:00 | 23 maggio 1968    | Grand Olympic Auditorium, Los Angeles, California, U.S. |                                                                                                |
| 43 | Vittoria  | 40–3   | Bill McMurray      | TKO  | 4 (10), 0:47 | 16 marzo 1968     | Centennial Coliseum, Reno, Nevada, U.S.                 |                                                                                                |
| 42 | Vittoria  | 39–3   | Elmer Rush         | TKO  | 6 (10)       | 28 aprile 1967    | Stoccolma, Svezia                                       |                                                                                                |
| 41 | Vittoria  | 38–3   | Dave Bailey        | KO   | 1 (10), 2:22 | 30 marzo 1967     | Mässhallen, Göteborg, Svezia                            |                                                                                                |
| 40 | Vittoria  | 37–3   | Amos Johnson       | KO   | 3 (10), 1:48 | 19 agosto 1966    | Nya Ullevi, Göteborg, Svezia                            |                                                                                                |
| 39 | Vittoria  | 36–3   | Gerhard Zech       | KO   | 7 (10), 1:11 | 1º luglio 1966    | Stoccolma, Svezia                                       |                                                                                                |
| 38 | Sconfitta | 35–3   | Muhammad Ali       | KO   | 1 (15), 2:12 | 25 maggio 1965    | St. Dominic's Hall, Lewiston, Maine, U.S.               | Per i titoli WBC, NYSAC e The Ring dei pesi massimi                                            |
| 37 | Sconfitta | 35–2   | Cassius Clay       | RTD  | 6 (15), 3:00 | 25 febbraio 1964  | Convention Center, Miami Beach, Florida, U.S.           | Perde titoli WBA, WBC, NYSAC e The Ring dei pesi massimi                                       |
| 36 | Vittoria  | 35–1   | Floyd Patterson    | KO   | 1 (15), 2:10 | 22 luglio 1963    | Las Vegas Convention Center, Winchester, Nevada, U.S.   | Conserva i titoli WBA, NYSAC e The Ring dei pesi massimi; Vince il titolo WBC dei pesi massimi |
| 35 | Vittoria  | 34–1   | Floyd Patterson    | KO   | 1 (15), 2:06 | 25 settembre 1962 | Comiskey Park, Chicago, Illinois, U.S.                  | Vince titoli WBA, NYSAC e The Ring dei pesi massimi                                            |
| 34 | Vittoria  | 33–1   | Albert Westphal    | KO   | 1 (10), 1:58 | 4 dicembre 1961   | Convention Hall, Filadelfia, Pennsylvania, U.S.         |                                                                                                |
| 33 | Vittoria  | 32–1   | Howard King        | TKO  | 3 (10), 0:53 | 8 marzo 1961      | Municipal Auditorium, Miami Beach, Florida, U.S.        |                                                                                                |
| 32 | Vittoria  | 31–1   | Eddie Machen       | UD   | 12           | 7 settembre 1960  | Sick's Stadium, Seattle, Washington, U.S.               |                                                                                                |
| 31 | Vittoria  | 30–1   | Zora Folley        | KO   | 3 (12), 0:28 | 18 luglio 1960    | Coliseum, Denver, Colorado, U.S.                        |                                                                                                |
| 30 | Vittoria  | 29–1   | Roy Harris         | TKO  | 1 (10), 2:35 | 25 aprile 1960    | Coliseum, Houston, Texas, U.S.                          |                                                                                                |
| 29 | Vittoria  | 28–1   | Cleveland Williams | TKO  | 2 (10), 2:13 | 21 marzo 1960     | Coliseum, Houston, Texas, U.S.                          |                                                                                                |
| 28 | Vittoria  | 27–1   | Howard King        | RTD  | 7 (10), 3:00 | 23 febbraio 1960  | Municipal Auditorium, Miami Beach, Florida, U.S.        |                                                                                                |
| 27 | Vittoria  | 26–1   | Willi Besmanoff    | RTD  | 6 (10), 3:00 | 9 dicembre 1959   | Cleveland Arena, Cleveland, Ohio, U.S.                  |                                                                                                |
| 26 | Vittoria  | 25–1   | Niño Valdés        | KO   | 3 (10), 0:47 | 5 agosto 1959     | Chicago Stadium, Chicago, Illinois, U.S.                |                                                                                                |
| 25 | Vittoria  | 24–1   | Cleveland Williams | TKO  | 3 (10), 2:13 | 15 aprile 1959    | Municipal Auditorium, Miami Beach, Florida, U.S.        |                                                                                                |
| 24 | Vittoria  | 23–1   | Mike DeJohn        | TKO  | 6 (10), 2:43 | 18 febbraio 1959  | Exhibition Hall, Miami Beach, Florida, U.S.             |                                                                                                |
| 23 | Vittoria  | 22–1   | Ernie Cab          | RTD  | 7 (10), 3:00 | 18 novembre 1958  | Municipal Auditorium, Miami Beach, Florida, U.S.        |                                                                                                |
| 22 | Vittoria  | 21–1   | Bert Whitehurst    | UD   | 10           | 24 ottobre 1958   | St. Louis Arena, St. Louis, Missouri, U.S.              |                                                                                                |
| 21 | Vittoria  | 20–1   | Frankie Daniels    | KO   | 1 (10), 2:22 | 7 ottobre 1958    | Municipal Auditorium, Miami Beach, Florida, U.S.        |                                                                                                |
| 20 | Vittoria  | 19–1   | Wayne Bethea       | TKO  | 1 (10), 1:09 | 6 agosto 1958     | Chicago Stadium, Chicago, Illinois, U.S.                |                                                                                                |
| 19 | Vittoria  | 18–1   | Julio Mederos      | RTD  | 2 (10)       | 14 maggio 1958    | Chicago Stadium, Chicago, Illinois, U.S.                |                                                                                                |
| 18 | Vittoria  | 17–1   | Bert Whitehurst    | PTS  | 10           | 3 aprile 1958     | Kiel Auditorium, St. Louis, Missouri, U.S.              |                                                                                                |
| 17 | Vittoria  | 16–1   | Ben Wise           | TKO  | 4 (8)        | 11 marzo 1958     | Midwest Gymnasium, Chicago, Illinois, U.S.              |                                                                                                |
| 16 | Vittoria  | 15–1   | Billy Hunter       | TKO  | 2 (6)        | 29 gennaio 1958   | Chicago Stadium, Chicago, Illinois, U.S.                |                                                                                                |
| 15 | Vittoria  | 14–1   | Marty Marshall     | UD   | 10           | 6 marzo 1956      | Pittsburgh Gardens, Pittsburgh, Pennsylvania, U.S.      |                                                                                                |
| 14 | Vittoria  | 13–1   | Larry Watson       | TKO  | 4 (10)       | 13 dicembre, 1955 | Alnad Shriner Temple, East St. Louis, Illinois, U.S.    |                                                                                                |
| 13 | Vittoria  | 12–1   | Johnny Gray        | TKO  | 6 (10)       | 13 settembre 1955 | Victory Field, Indianapolis, Indiana, U.S.              |                                                                                                |
| 12 | Vittoria  | 11–1   | Calvin Butler      | TKO  | 2 (8), 2:18  | 25 maggio 1955    | St. Louis Arena, St. Louis, Missouri, U.S.              |                                                                                                |
| 11 | Vittoria  | 10–1   | Emil Brtko         | TKO  | 5 (10), 2:55 | 5 maggio 1955     | Duquesne Gardens, Pittsburgh, Pennsylvania, U.S.        |                                                                                                |
| 10 | Vittoria  | 9–1    | Marty Marshall     | TKO  | 6 (8)        | 21 aprile 1955    | Kiel Auditorium, St. Louis, Missouri, U.S.              |                                                                                                |
| 9  | Vittoria  | 8–1    | Neal Welch         | PTS  | 8            | 1º marzo 1955     | New Masonic Temple, St. Louis, Missouri, U.S.           |                                                                                                |
| 8  | Sconfitta | 7–1    | Marty Marshall     | SD   | 8            | 7 settembre 1954  | Motor City Arena, Detroit, Michigan, U.S.               |                                                                                                |
| 7  | Vittoria  | 7–0    | Johnny Summerlin   | SD   | 8            | 10 agosto 1954    | Motor City Arena, Detroit, Michigan, U.S.               |                                                                                                |
| 6  | Vittoria  | 6–0    | Johnny Summerlin   | UD   | 8            | 29 giugno 1954    | Motor City Arena, Detroit, Michigan, U.S.               |                                                                                                |
| 5  | Vittoria  | 5–0    | Stanley Howlett    | PTS  | 6            | 31 marzo 1954     | St. Louis Arena, St. Louis, Missouri, U.S.              |                                                                                                |
| 4  | Vittoria  | 4–0    | Martin Lee         | TKO  | 6 (6)        | 25 gennaio 1954   | New Masonic Temple, St. Louis, Missouri, U.S.           |                                                                                                |
| 3  | Vittoria  | 3–0    | Bennie Thomas      | SD   | 6            | 21 novembre 1953  | Kiel Auditorium, St. Louis, Missouri, U.S.              |                                                                                                |
| 2  | Vittoria  | 2–0    | Ponce de Leon      | PTS  | 4            | 17 settembre 1953 | Kiel Auditorium, St. Louis, Missouri, U.S.              |                                                                                                |
| 1  | Vittoria  | 1–0    | Don Smith          | TKO  | 1 (4), 0:33  | 2 settembre 1953  | St. Louis Arena, St. Louis, Missouri, U.S.              |                                                                                                |

## Riferimenti nella cultura di massa
- Dopo la conquista del titolo mondiale, una parte dell'America era incuriosita dalla new entry Sonny Liston, considerandolo un soggetto senza dubbio fuori dalle righe e per questo non indifferente. La rivista Esquire nel numero natalizio del 1962 ritrasse Liston nei panni di Babbo Natale (la foto era di Carl Fisher), e commentò: «È l'ultimo uomo sulla terra che l'America avrebbe desiderato veder scendere dal camino».
- Norman Mailer scrisse di Liston che ha un ghigno feroce, ma "un grande sorriso". Per quanto appaia un taciturno assassino sul ring, il campione è a suo modo un uomo di comunicazione. Per questo, Liston diviene in breve un "personaggio": partecipa a vari programmi televisivi (tra i quali i popolari The Jack Benny Show, The Ed Sullivan Show e The Billy Graham Show).
- Nel 1963 Liston fu scelto come testimonial della compagnia aerea Trans World Airlines (TWA). Sulle riviste patinate e sui quotidiani si moltiplicarono le foto di Liston con personaggi famosi dello spettacolo, del pugilato, di altri sport. Molte di queste immagini mettono in risalto le mani del pugile, inconfondibili anche per una marcata deviazione del dito medio della mano destra, probabile risultato di una frattura in età infantile. Giornali e riviste dell'epoca ritraggono con dovizia di fotografie Liston che si reca a far visita al Penitenziario Statale del Missouri, dove è accolto da un'ovazione dei detenuti; si trattiene a pranzo con loro; scherza nel cortile del carcere.
- Episodi anche umoristici, come dimostra l'evento riportato dalla stampa e avvenuto durante una esibizione alle Bahamas nel 1963: mentre Liston e il suo sparring partner boxavano sul ring, mancò la luce e la sala piombò nell'oscurità. Quando si riaccesero le luci, tra lo stupore generale il campione era al tappeto. Il pubblico fece silenzio; Liston allora si rialzò e disse: «Mi spiace, vi siete persi il KO».
- Liston apparve in alcune popolari trasmissioni televisive (come l'Ed Sullivan Show e nel bizzarro episodio Love and the Champ della sitcom Love American Style assieme a Diane Keaton). Interpretò inoltre alcuni spot commerciali, come quello del 1969 per la compagnia aerea Braniff International Airways nel quale appare assieme al celebre artista Andy Warhol, padre della Pop Art. In questo periodo Liston interpretò due film: Head (1968), strano film psichedelico con il popolare complesso dei Monkees (tra gli interpreti anche Jack Nicholson e Frank Zappa) e l'enigmatico Moonfire, film girato nel 1970 e uscito nelle sale due anni più tardi, dopo la morte del pugile. Il campione in precedenza aveva avuto nel 1965 una piccola parte nel film Jean Harlow, la donna che non sapeva amare, in cui recitò anche l'attrice Carroll Baker.

### Musica

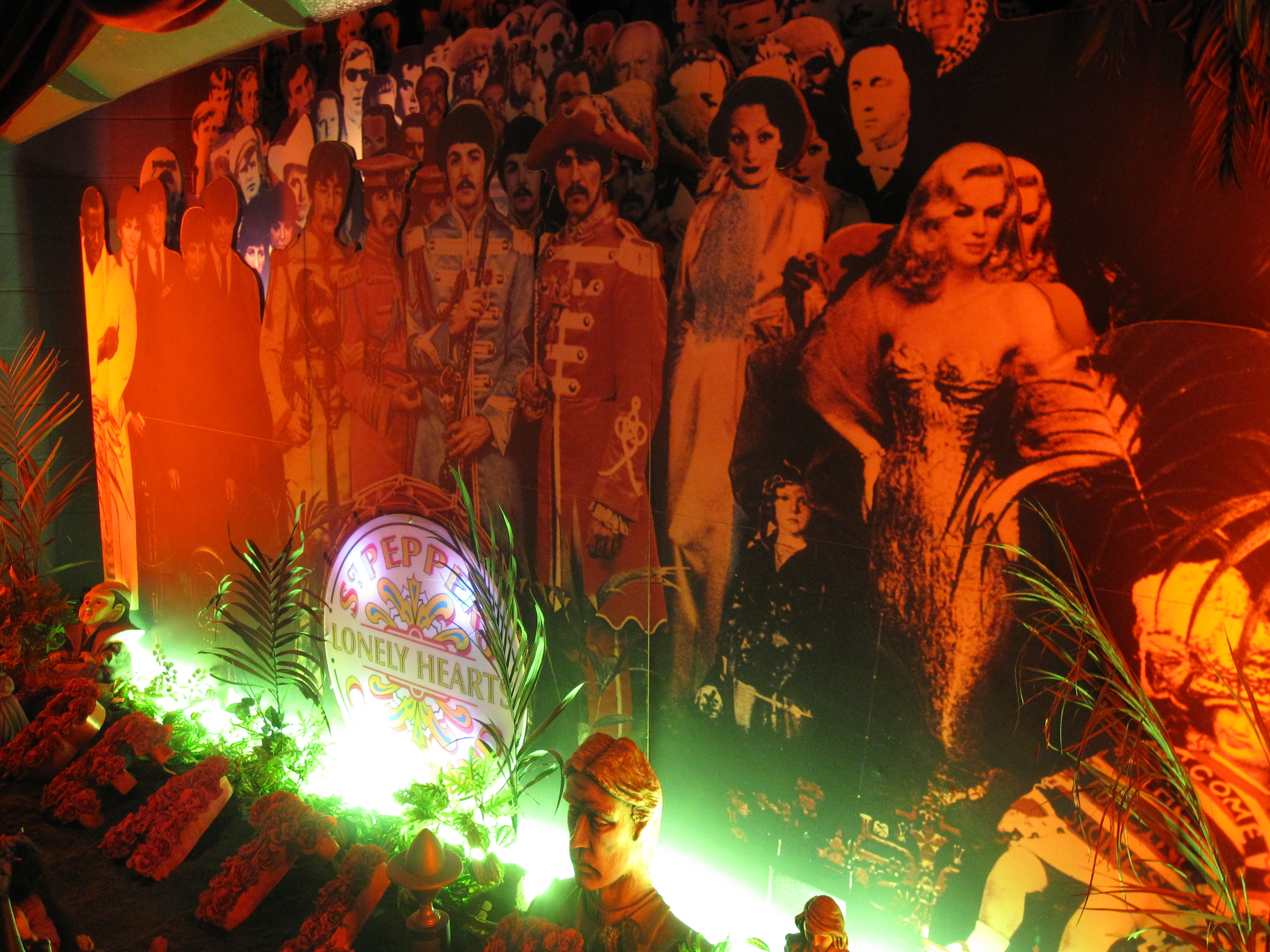
Un'immagine dei personaggi apparsi sulla copertina di Sgt. Pepper's Lonely Hearts Club Band, tra cui lo stesso Liston

- Liston partecipava volentieri a eventi musicali: il 3 agosto 1963 presenziò al concerto per beneficenza dell'Armory Music Center a Duluth in Minnesota. In una tournée in Svezia si cimentò a Stoccolma come sassofonista in un duetto con il pugile svedese Ingemar Johansson.
- Liston era anche zio, per parte di madre, del celebre chitarrista blues B.B. King.
- I Beatles inserirono la sua immagine nella copertina del celebre LP Sgt. Pepper's Lonely Hearts Club Band (in realtà si trattava di una statua in cera rappresentante il pugile, proveniente dal museo di Madame Tussaud).
- Un trio musicale svedese porta il nome del pugile: la Sonny Liston Band, composta da Ola Swenson, Per Fjällström e Jalle Laine.
- I Diaframma hanno dedicato a Liston la canzone Brutto orso nell'album In perfetta solitudine.
- Mark Knopfler, celebre cantante e chitarrista dei Dire Straits, compose una canzone dal titolo Song For Sonny Liston dedicata alla vita del pugile ed inserita nel suo album del 2004 dal titolo Shangri-La.
- Il cantante blues Big George Brock, di St. Louis, fu compagno di palestra di Sonny Liston all'epoca in cui questi era ancora dilettante. Durante uno scambio in allenamento sembra che sia riuscito a mandare al tappeto il futuro campione del mondo. Di ciò si è vantato molti anni più tardi cantando: "I'm the man who beat Sonny Liston" nel brano Round Two del 2006[55].

### Altri riferimenti nei mass media
- In Svezia i coniugi Liston avevano adottato un bambino di tre anni, d'intesa con la madre, una cameriera d'albergo non in grado di mantenerlo. Il bimbo, Daniell Wiese, viveva in un orfanotrofio non lontano da Stoccolma. Alla morte, Sonny Liston lasciò in eredità alla moglie Geraldine e ai figli Arletha, Eleanor e Daniell, di sette anni, soltanto le due case di Denver e Las Vegas. Venduta la casa di Denver, Geraldine Liston lavorò per qualche tempo per la compagnia aerea Braniff Airlines, con la quale il marito era legato da un contratto come testimonial, e per alcuni casinò di Las Vegas. Geraldine, nata nel 1925, si è poi trasferita a St. Louis, dove ha lavorato in un gabinetto medico. È morta l'8 aprile 2005. Da tempo rilasciava solo interviste a pagamento; periodicamente metteva in vendita foto, oggetti e cimeli di Sonny. La casa di Las Vegas, in cui è morto Sonny Liston, ha cambiato negli anni diversi proprietari, oltre ad una società controllata dalla nota attrice e cantante Debbie Reynolds.
- Il 27 gennaio 1974, Geraldine Liston denunciò la scomparsa del figlio adottivo Daniell, che all'epoca aveva dieci anni. Si temette un rapimento, ma la polizia di Las Vegas ritrovò tre giorni dopo il bambino sano e salvo.
- Nel 1985, un giovane boxeur di nome Sonny Liston Jr., che sosteneva di essere un figlio illegittimo dell'ex campione del mondo, esordì tra i pesi massimi professionisti contro lo statunitense Joe Carr perdendo per KO alla prima ripresa in un match ad Atlantic City. Il giornalista Jack Obemayer scrisse su Ring magazine: "This supposed offspring of the former heavyweight champion couldn't do much. Was this really the son of the late Charley the Bear?" ("Questo presunto figlio dell'ex campione non ha potuto fare molto. Era realmente il figlio di Charlie l'orso?")
- Nel 1985, l'agenzia statunitense Fallon Mac Elligot utilizzò l'immagine della tomba di Liston (assieme a quelle di Jimi Hendrix, John Belushi, Jim Morrison, Brian Jones, Elvis Presley, Lenny Bruce, Janis Ward, Janis Joplin) in una campagna pubblicitaria di lotta contro la droga.
- La Cadillac Eldorado rosa del 1961 che fu di proprietà di Geraldine e Sonny Liston è tornata alla ribalta della cronaca nel 2002 quando il musicista statunitense Robert James Ritchie (meglio conosciuto come Kid Rock) la scelse per fare la sua proposta di matrimonio all'attrice statunitense Pamela Anderson.

## TV, Cinema, libri, musica

### TV
Fu protagonista in alcuni show e sit com televisive:
- Toast of the Town (USA) (3 episodi, 1962-1964)
- The Ed Sullivan Show (USA); Episodio 16.1 (1962); Episodio 17.2 (1963); Episodio 17.20 (1964)
- The Jack Benny Program (1* episodio, 1963)
- The Billy Graham Show (1963)
- Love, American Style (serie Love and the Champ); episodio Love and the Pen Pals (1970), ultima apparizione televisiva

### Cinema
Apparve in alcuni film:
- Jean Harlow, la donna che non sapeva amare (Harlow), regia di Gordon Douglas (1965)
- Head (1968)
- A.k.a. Cassius Clay (1970)
- Moonfire (1972)
- Malcolm X (1972)
- The Real Las Vegas (1996)
- When We Were Kings (1996)
- The American Experience (TV 1994)
- Soul Deep: The Story of Black Popular Music (2005)

### Libri e brani musicali
Rivalutato da un decennio dalla critica sportiva e soggetto di alcuni film, gli sono dedicati numerosi libri e brani musicali:
- Sonny Boy: the life and strife of Sonny Liston (Robert Steen)
- The Devil and Sonny Liston (Nick Tosches)
- Sonny Liston: Versuche aus der Unterklasse auszusteigen (Yaak Karsunke)
- King of the world (David Remnick)
- The Cold Six Thousand (James Ellroy)
- We didn't Start the Fire (Billy Joel)
- Every Time I Talk To Liston (Brian Devido)
- An Elegy for Sonny Liston (Wayne Presley)
- On Boxing (Joyce Carol Oates)
- Swingin (Tom Petty)
- Sunny (Morrissey)
- Blues for Sonny Liston (Christoph Bull)
- Love love love(The Mountain Goats)
- World heavyweight championship Muhammad Ali vs. Sonny Liston 2/25/64 (Howard Cosell)
- Paura e disgusto a Las Vegas (Fear and Loathing in Las Vegas, Hunter S. Thompson)
- Sonny Liston the mysterious life and death of a champion (Ross Greenburg Kirby Bradley Jeff Lieberman)
- Eulogy Of Sonny Liston(New Black)
- Lo sfidante (F.X. Toole)
- Magic city (James W. Hall)
- How to box (Nat Fleischer)
- The man who beat the man (F.B. André)
- The Ballad of Sonny Liston (Phil Ochs)
- Babe, I'm on Fire (Nocturama di Nick Cave)
- 1964 Liston vs. Clay, 1965 Ali vs. Liston (LeRoy Neiman)
- The Pope, Sonny Liston And Me (Robert Neilson)
- Requeim for a Heavy (B. J. Friedman)
- Triumph (Wu Tang Clan)
- Sonny Liston (L. V. Davis)
- Sonny Liston eyes (Keith Laufenberg)
- Sorrows of Sonny Liston  (Arthur Blythe)
- Warrior Angel (la saga di Sonny Bear, di Robert Lipsyte)
- The champ and the chump (Arthur F Thompdon)
- Sonny Liston Was A Friend Of Mine (Thom Jones)
- Dancin' With Sonny Liston (Tom Callahan)
- L'ultimo swing di Sonny Liston (Pier Luigi Felli)
- Song for Sonny Liston album Shangri-La (Mark Knopfler)
- Brutto Orso (Diaframma)
- Round Two (Big George Brock)
- Glenn Tipton (Sun Kil Moon)
- Little Drummer Boy (Mark Kozelek)
- Cerbero (En?gma)
- Badman (Roll Deep)
- Ghost of the Great Highway (Sun Kil Moon)
- Sonny Liston: Portrait of a Fatherless Child (Gregory A. Dixon)
- Unsolved Mysteries (serie TV Usa)
- Sonny Liston Takes the Fall (Elizabeth Bear) in "The Del Rey Book of Science Fiction and Fantasy", (2008)
- Phantom Punch film di Robert Townsend, film biografico, con protagonista l'attore statunitense Ving Rhames, girato in Canada e presentato al pubblico al festival cinematografico di Filadelfia nell'aprile 2009
- Low film di Brennan Howard, noir-fantastico interpretato dall'attore statunitense Rhomeyn Johnson e dedicato agli ultimi giorni di vita di Liston
- Night train (The Sonny Liston Film script) di Shane Salerno, sceneggiatura del 2000, mai tradotta in film
- Sonny Liston. Il campione che doveva perdere contro Ali. (Maurizio Ruggeri)
- Il pugilatore - viaggio intorno a Sonny Liston (Amleto De Silva)

## Alcune sue frasi celebri
Giornalisti "Newspapermen ask dumb questions. They look up at the sun and ask if it is shining" (I giornalisti fanno domande idiote. Osservano il sole e ti chiedono se brilla)
- - Giornalisti II** Un giornalista gli chiede cosa direbbe ad un ragazzino che gli si presentasse dicendogli che vuole diventare un pugile " Everything you wanna do: do your best and be the best at it” (‘’qualsiasi cosa tu voglia fare: fai del tuo meglio e sii il migliore nel farla’’)

Floyd Patterson I "Patterson dice di non volermi incontrare a causa dei miei rapporti con la mafia, ma l'unico mafioso che lo preoccupa sono io"

Floyd Patterson II "I don't care when, where, or how we fight. I don't even care if Patterson's manager referees the fight. Just so long as he can count to ten." (Non mi interessa quando, dove e come combatteremo. Non mi interessa se ad arbitrare sarà lo stesso manager di Patterson. Basta solo che sappia contare fino a dieci)

Floyd Patterson III "In the movies the good guy always wins but this is one bad guy who ain't gonna lose." (Nei film il buono vince sempre, ma io sono un cattivo che non sta andando a perdere)

Floyd Patterson IV Ai giornalisti prima dell'incontro: "Lo ucciderò. Vorrei passargli sopra con la macchina"

Floyd Patterson V "Who can tell a bird he can't fly?" (Chi può dire a un uccello che non può volare?)

Pubblico pagante "A boxing match is like a cowboy movie. There's got to be good guys and there's got to be bad guys. That's what people pay for-to see the bad guys get beat." (Un incontro di boxe è come un duello tra buoni e cattivi. C'è della gente che paga per vedere i cattivi perdere)

Muhammad Ali “È solo un clown del ring”; "If he would stop hollering, he wouldn't have a hernia..." (Se avesse smesso di urlare, non gli sarebbe venuta un'ernia...)

Neri I "Dite a Clay che ho fatto mettere nel contratto che l'incontro non venga trasmesso nei cinema dove non lasciano entrare i negri"

Neri II "Mi vergogno di essere americano" (dopo la strage realizzata dal KKK nella chiesa Battista di Birmingham, Alabama, il 15 settembre 1963, nella quale morirono 4 ragazzine afroamericane)

Bianchi "Ogni volta che stringo la mano a uno di voi (bianchi), perdo dei soldi"

Amici "I had my friends in my pocket" (I miei amici li ho in tasca)

Procuratori (in tribunale) "Se mi condannano alla sedia elettrica, fate in modo che il 10 per cento della scossa vada al mio procuratore"

Procuratori 2 (riferendosi ad Aileen Eaton, celebre promoter di boxe) "Every time I sit down with her, I come out second" (Ogni volta che devo discutere con lei, mando fuori i secondi)

Politici "Andiamocene via da questo mangiapane a ufo" (rivolto ai suoi accompagnatori alla Casa Bianca durante l'incontro con il vicepresidente Lyndon Johnson)

Popolarità "I never had a dime to my name before I became a fighter. I never had friends before, or respect. Now when people see me on the street, they turn around and say, "Ain't that Sonny Liston, the fighter?"" (Il mio nome non valeva un soldo prima che diventassi un pugile. Non ho mai avuto amici, o rispetto. Ora quando mi vedono per strada, si voltano e dicono, «Ma non è Sonny Liston, il pugile?»")

Philadelphia “I'd rather be a lamp post in Denver than Mayor of Philadelphia.” (Preferirei essere un lampione di Denver piuttosto che il sindaco di Filadelfia)

Geraldine ”She was there when the going was rough. When I was in jail she came every visiting day, never missed” (Lei c'è stata nei momenti più duri. Quand'ero in prigione, veniva a visitarmi ogni giorno, senza mai mancare)

Gli altri "I couldn't pass judgement on anyone. I haven't been perfect myself" (Non potrei giudicare nessuno. Io stesso non sono stato perfetto)

Tecnica (rivolto ad alcuni giornalisti) "How would you like to find out how good my right is?” (Come preferite verificare quanto è efficace il mio destro?)

Date di nascita I "I'm like Jack Benny, I never tell my age" (Sono come Jack Benny, non dirò mai la mia età)

Date di nascita II "Mia madre dice che sono nato nel 1932, e chiunque dice il contrario, afferma che è una bugiarda. Ve la sentite di dare della bugiarda a mia madre?" (rivolto a un gruppo di reporter)

Insegnamenti "The only thing my old man ever gave me was a whipping." (L'unica cosa che mi ha dato il mio vecchio sono state le botte)

Vivere "Life a funny thing" (La vita è una cosa divertente)

Cattivo soggetto "I'm the bad guy, okay, people want to think that, let them" (Sono un tipaccio, va bene, la gente vuol pensare questo. Che facciano pure)

Ritmo 1 Guardando Ringo Starr dei Beatles, "My dog can play drums better than that kid with the big nose" (Il mio cane potrebbe suonare la batteria meglio di quel tizio col nasone)

Ritmo 2 "Stavo solo provando un passo di jivee" (ai poliziotti che lo accusano di essere ubriaco)

Musica "Someday they're gonna write a blues song just for fighters. It'll be for slow guitar, soft trumpet, and a bell." (Un giorno scriveranno un blues dedicato ai pugili. Ci sarà una chitarra languida, una tromba in sordina, e il suono della campana sul ring)

Boxe "Ever since I was born, I've been fighting for my life" (Da quando sono nato, ho combattuto per sopravvivere)

Coraggio Dopo il suo ultimo incontro, nel quale aveva letteralmente massacrato Chuck Wepner, ai giornalisti che gli chiedevano se Wepner fosse stato l'avversario più coraggioso mai incontrato, Liston rispose: "No, lo è il suo manager".